# Список керівників держав 166 року
В даній статті представлені керівники державних утворень. Також фрагментарно зазначені керівники нижчих рівнів. З огляду на неможливість точнішого датування певні роки владарювання наведені приблизно.
Список керівників держав 166 року — це перелік правителів країн світу 166 року.
Список керівників держав 165 року — 166 рік — Список керівників держав 167 року — Список керівників держав за роками

## Європа
- Боспорська держава — цар Реметалк I Євпатор (153/154-174)
- Ірландія — верховний король Арт Оенфер (165-195)
- Римська імперія
  - імператор Марк Аврелій (161-180); Луцій Вер (161-169)
    - консул Квінт Сервілій Пудент (166)
    - консул Луцій Фуфідій Полліон (166)
      - Британія — Секст Кальпурній Агрікола (162-166)
      - Верхня Германія — Гай Ауфідій Вікторін (162-166)
      - Дакія — Секст Кальпурній Агрікола (166-168)
      - Нижня Мезія — Марк Сервілій Фабіан Максим (162-166)
      - Верхня Паннонія — Марк Яллій Басс Фабій Валеріан (166-168)

## Азія
- Аракан (династія Сур'я) — раджа Сана Сур'я (146-198)
- Близький Схід
  - Велика Вірменія — цар Сохемос (163/164-185/186)
  - Хим'яр — цар Тхаран I (160-170)
- Іберійське царство — цар Фарасман III (135-185)
- Індія
  - Кушанська імперія — великий імператор Хувішка I (140-183)
  - Царство Сатаваханів — магараджа Вашиштіпутра Сатакарні (158/164-170/171)
- Китай
  - Династія Хань — імператор Лю Чжи (146-168)
    - шаньюй південних хунну Їлінжоші Чжуцю (147—172)
- Корея
  - Когурьо — тхеван (король) Сінтхе (165-179)
  - Пекче — король Керу (128-166); Чхого (166-214)
  - Сілла — ісагим (король) Адалла (154-184)
  - Осроена — Ма'ну VIII (165-167)
- Персія
  - Парфія — шах Вологез III (148-192)
- Сипау (Онг Паун) — Сау Кам К'яу (127-207?)
- Харакена — цар Абінерга II (165-180)
- плем'я Хунну — шаньюй Цзюйцзюйр (147-172)
- Японія — тенно (імператор) Сейму (131-191)
  - Аравія Петрейська — Квінт Антістій Адвент Постумій Аквілін (166-167)
  - Азія — Луцій Сергій Павло (166-167)
  - Каппадокія — Публій Марцій Вер (166-175)
  - Сирія — Гней Юлій Вер (164-166); Авідій Кассій (166-175)

## Африка
- Царство Куш — цар Тарекенівал (165-170)
  - Африка — Маній Ацилій Глабріон Гней Корнелій Север (166-167)